# Sara Japhet

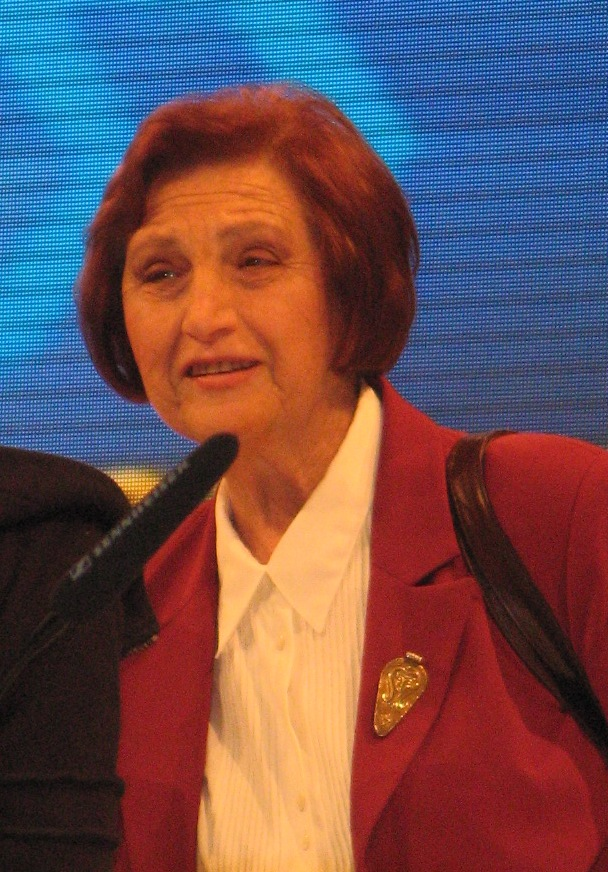
Sara Japhet, 2010

Sara Japhet (שרה יפת), alternative Transkription: Sarah Yefet, geborene Isaacson (geb. 18. November 1934 in Petach Tikwa, bei Tel Aviv; gest. 27. März 2024), war eine israelische Bibelwissenschaftlerin. Sie hatte von 1987 bis zu ihrer Emeritierung 2003 die Yehezkel-Kaufmann-Professur für Bibelstudien an der Hebräischen Universität Jerusalem inne. Von 1997 bis 2001 war sie Direktorin der Jüdischen National- und Universitätsbibliothek. Japhet wurde 2004 mit dem Israel-Preis in der Sektion Bibelstudien ausgezeichnet.

## Leben und Lehre
Ihre Eltern vermittelten Sara Isaacson eine Liebe zu Büchern. Der Vater, Samuel Isaacson, war mit 18 Jahren nach Eretz Israel eingewandert und verdiente seinen Lebensunterhalt als Landarbeiter. Die Mutter Chana, geb. Chwojnik, stammte aus Ruzhany (heute Weißrussland) und emigrierte 1930 in das britische Mandatsgebiet Palästina. Ihr Onkel Arie Leib Chwojnik hatte ein Hospital in Tel Aviv gegründet, in dem Chana Chwojnik als Krankenschwester arbeitete.
Sara Isaacson besuchte das Gymnasium in Herzlia. Nach dem Abitur begann sie 1952 eine Ausbildung am Jerusalemer David-Jelin-Lehrerseminar. Zusätzlich zu ihrem pädagogischen Abschluss (1955) erwarb sie 1960 auch den Grad des Bachelor in Bibelstudien und Hebräischer Literatur und 1965 den Master in Bibelstudien an der Hebräischen Universität. Als ihren akademischen Lehrer bezeichnete sie Isac Leo Seeligmann. 1973 promovierte sie zum Ph.D. (summa cum laude). Japhet gehörte ab 1965 zum Lehrkörper der Abteilung für Bibelwissenschaften, zunächst als Assistentin, ab 1973 als Dozentin und ab 1981 als Associate Professor. Sie war die erste Frau, die an der Hebräischen Universität im Fach Bibelwissenschaften promovierte und später auch der erste weibliche Lehrstuhlinhaber dieses Fachbereichs.
Von 1987 bis zu ihrer Emeritierung 2003 hatte Japhet eine volle Professur als Yehezkel Kaufmann Professor of Bible inne. Zusätzlich war sie von 1987 bis 1989 Direktorin des Instituts für Jüdische Studien an der Hebräischen Universität. Von 1997 bis 2001 leitete sie die Jüdische National- und Universitätsbibliothek. Sie hatte Gastprofessuren an der University of California, Berkeley (1977/78), dem Jewish Theological Seminary in New York (1978), der Harvard University (1989/90) und der University of Pennsylvania (2002) inne. Sie gehörte 1986–1988 dem Wissenschaftlichen Beirat der Hochschule für Jüdische Studien Heidelberg an. Von 2005 bis 2009 war sie Präsidentin der World Union of Jewish Studies.
Der Forschungsschwerpunkt von Sara Japhet waren die biblischen Bücher der Chronik und die Geschichte Israels in der Perserzeit.
Sara Japhet war verheiratet und Mutter von vier Kindern. Einer ihrer Söhne ist Gilad Japhet, Gründer und später CEO der genealogischen Internet-Plattform MyHeritage.
Sie starb am 27. März 2024 im Alter von 89 Jahren.

## Veröffentlichungen (Auswahl)
- The Supposed Common Authorship of Chronicles and Ezra-Nehemiah Investigated Anew. In: Vetus Testamentum 18 (1968), S. 332–372.
- Research and Academic Teaching of the Bible in Israel. In: Jewish Studies, 1992, S. 13–24.
- 1. Chronik (HThKAT). Herder, Freiburg im Breisgau u. a. 2002, ISBN 3-451-26816-7.
- 2. Chronik (HThKAT). Herder, Freiburg im Breisgau u. a. 2003, ISBN 3-451-26817-5.
- From the Rivers of Babylon to the Highlands of Judah: Collected Studies on the Restoration Period. Eisenbrauns, Winona Lake 2006, ISBN 978-1-57506-121-4.

## Auszeichnungen
- Für ihre Forschungen zur perserzeitlichen jüdischen Literatur, insbesondere den Büchern der Chronik, wurde ihr 2004 der Israel-Preis verliehen.[1]